# Luckenbooths

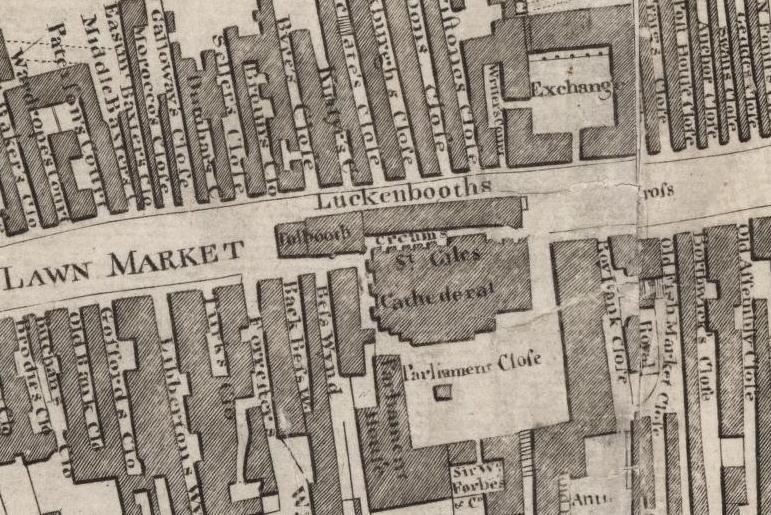
De Luckenbooths afgebeeld op een plattegrond van Edinburgh in 1784 (zie ook externe link onderaan pagina)

De Luckenbooths waren een reeks panden die in het verleden ten noorden van St. Giles' kathedraal in de High Street van Edinburgh stonden vanaf het regentschap van koning James II in de 15e eeuw tot het begin van de 19e eeuw. Ze werden in 1802 gesloopt, behalve het oostelijke deel van het blok dat in 1817 werd afgebroken.

## Geschiedenis en beschrijving
Het pand dat hen huisvestte was oorspronkelijk een houten huurhuis met twee verdiepingen, gebouwd in 1440 en bekend als de "Buith Raw" (Schots voor standenrij). In de loop der jaren werd de rij uitgebreid en verhoogd tot hij bestond uit zeven huurpanden van verschillende hoogte, datering en stijl, die zich uitstrekten over de gehele lengte van St. Giles', vanwaar hij werd gescheiden door een smalle steeg. Op een gegeven moment kreeg de rij panden de naam "Luckenbuiths" vanwege de afsluitbare stalletjes op straatniveau. De vroegste verwijzing naar de naam Luckenbooths is in een sasine uit 1521, waarin het (in het Latijn) algemeen bekend staat als de Lukkynbuthis.

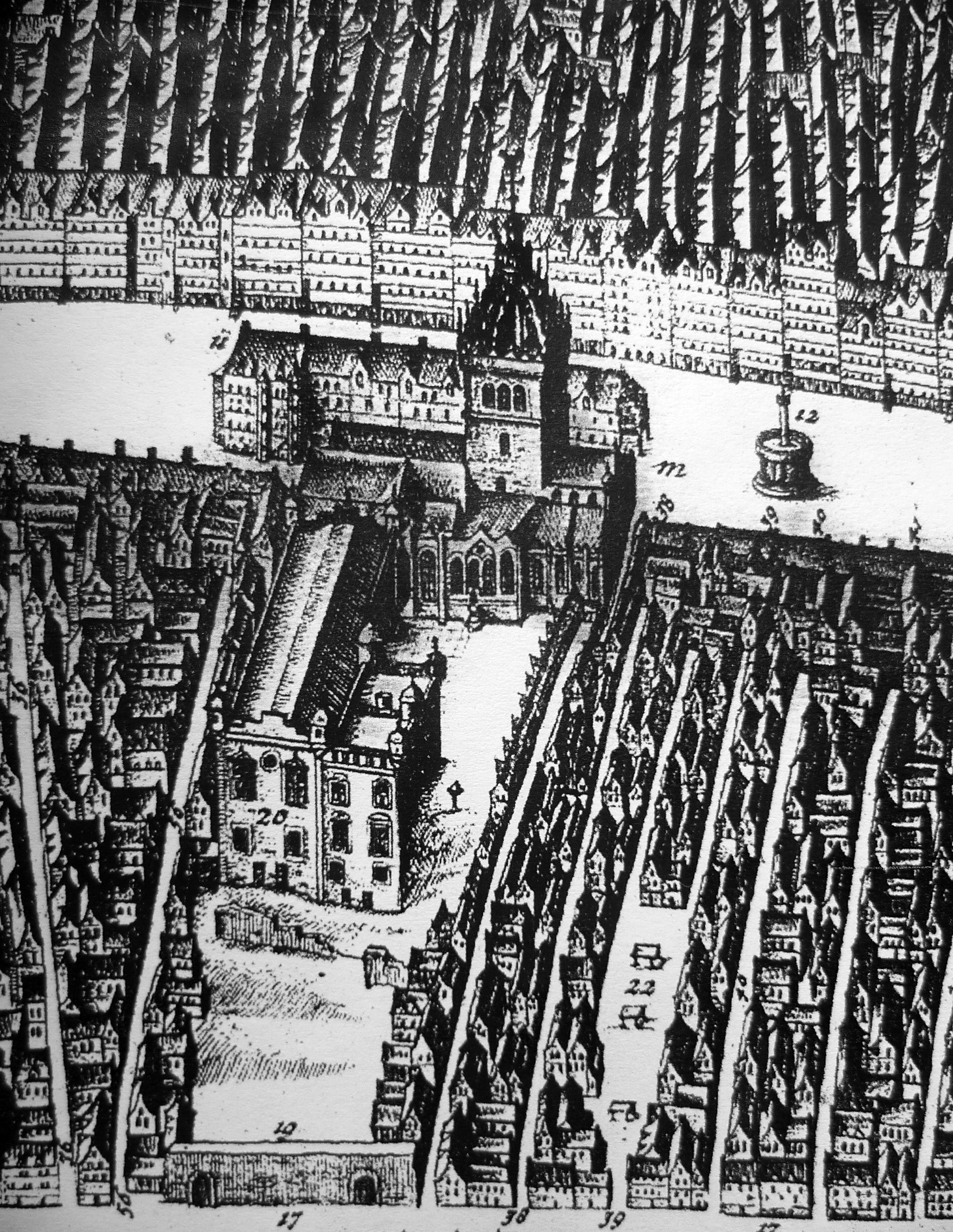
Detail van James Gordon van Rothiemay's kaart van Edinburgh 1647. Het gebouw voorbij St. Giles is de rij winkels met open gevels die de Luckenbooths worden genoemd.

Deze oude gebouwen, met hun gevarieerde gevels en daklijnen, vormden een pittoresk kenmerk in de Hoofdstraat. De meest westelijke huurkazerne grensde aan het Belhouse of the Old Tolbooth . Het houten "land" direct voor de toren van St. Giles' was slechts drie verdiepingen hoog met een laag dak zodat de klok op St. Giles' (sindsdien verwijderd) door voorbijgangers kon worden gezien in de High Street terwijl zijn buur in het westen steeg tot zes verdiepingen. De twee meest oostelijke landen waren nieuwere en substantiële gebouwen van gepolijst hardsteen. De eerste hiervan werd blijkbaar niet later gebouwd dan de regering van Karel I. Het meest oostelijke werd gebouwd aan het einde van de 17e eeuw en presenteerde zijn hoofdfront aan de High Street.
De voorgevels van de Luckenbooths waren in lijn met de noordgevel van de Old Tolbooth, maar de gebouwen waren niet zo diep, waardoor er een steegje overbleef tussen hun achterkant en St. Giles'. Een doorgang of pendule die bekend staat als de Auld Kirk-stijl bood toegang vanaf de voorkant van de Luckenbooths tot aan de oude noordelijke deur van St. Giles'. Deze passage stond ook bekend als de "Stinking Style", zoals bekritiseerd door de dichter William Dunbar in zijn toespraak To the Merchants of Edinburgh, ca.1500 ("Your Stinkand Stull that standis dirk [darkly], Haldis the lycht fra your parroche kirk").
Van oudsher zouden de handelaren van Edinburgh hun goederen hebben verkocht via kraampjes op een van de marktplaatsen van de stad. De Buith Raw zorgde voor een meer permanente basis en omvatte winkels als een integraal onderdeel van de begane grond. Een deel van de straatgevel bestond uit zware opvouwbare planken die overdag open zouden staan, een plank werd opgetrokken om een overhang te vormen om de voorraad te beschermen, een andere neergelaten om een toonbank te vormen om goederen uit te stallen, terwijl andere naar de zijkant gevouwen waren. Een reconstructie van deze vorm van winkelpui is te zien in Gladstone's Land in de Lawnmarket.
De steeg tussen de Luckenbooths en St. Giles' werd ingenomen door een aantal open kraampjes bekend als de crames of krames (vgl. oude Duitse krâmer voor marskramer) die tussen de steunberen van de kerk.
De roman The Heart of Midlothian van Walter Scott, gepubliceerd in 1818, bevat de volgende beschrijving van de Luckenbooths kort voor hun verdwijning:
| Origineel | Vertaling |
| --- | --- |
| He stood now before the Gothic entrance of the ancient prison, which, as is well known to all men, rears its ancient front in the very middle of the High Street, forming, as it were, the termination to a huge pile of buildings called the Luckenbooths, which, for some inconceivable reason, our ancestors had jammed into the midst of the principal street of the town, leaving for passage a narrow street on the north, and on the south, into which the prison opens, a narrow crooked lane, winding betwixt the high and sombre walls of the tolbooth and the adjacent houses on the one side, and the buttresses and projections of the old Cathedral upon the other. To give some gaiety to this sombre passage (well known by the name of the Krames), a number of little booths, or shops, after the fashion of cobblers' stalls, are plastered, as it were, against the Gothic projections and abutments, so that it seemed as if the traders had occupied with nests, bearing the same proportion to the building, every buttress and coign of vantage, as the martlet did in Macbeth's Castle. Of later years these booths have degenerated into mere toy-shops, where the little loiterers chiefly interested in such wares are tempted to linger, enchanted by the rich display of hobby-horses, babies [i.e. dolls], and Dutch toys, arranged in artful and gay confusion; yet half-scared by the cross looks of the withered pantaloon, or spectacled old lady, by whom these tempting stores are watched and superintended. But, in the times we write of, the hosiers, the glovers, the hatters, the mercers, the milliners, and all who dealt in the miscellaneous wares now termed haberdashers' goods, were to be found in the narrow alley. | Hij stond nu voor de gotische ingang van de oude gevangenis, die, zoals iedereen weet, zijn oude voorgevel in het midden van de hoofdstraat heeft, en als het ware het einde vormt van een enorme stapel gebouwen, de Luckenbooths genaamd, die onze voorouders om de een of andere onbegrijpelijke reden midden in de hoofdstraat van de stad hadden gepropt, en op het zuiden, waarop de gevangenis uitkomt, een smalle kromme laan, die kronkelt tussen de hoge en sombere muren van het tolhuis en de aangrenzende huizen aan de ene kant, en de steunberen en uitsteeksels van de oude kathedraal aan de andere kant. Om deze sombere doorgang (bekend onder de naam Krames) wat vrolijker te maken, zijn een aantal kleine kraampjes of winkeltjes, naar het voorbeeld van schoenmakerskraampjes, als het ware tegen de gotische uitsteeksels en steunberen gepleisterd, zodat het leek alsof de handelaren met nesten, in dezelfde verhouding tot het gebouw, elke steunbeer en uitkijkpost hadden bezet, zoals de marters dat deden in het kasteel van Macbeth. In latere jaren zijn deze kraampjes verworden tot louter speelgoedwinkels, waar de kleine treuzelaars die het meest geïnteresseerd zijn in dergelijke waren, worden verleid om te blijven hangen, betoverd door de rijke uitstalling van stokpaardjes, baby's [d.w.z. poppen], en Nederlands speelgoed, gerangschikt in kunstige en vrolijke verwarring; maar half afgeschrikt door de dwarse blikken van de verdorde pantalon, of de gebrilde oude dame, door wie deze verleidelijke winkels worden gadegeslagen en bewaakt. Maar in de tijden, waarover wij schrijven, waren de kousenmakers, de kleermakers, de hoedenmakers, de kooplieden, de hoedenmakers en allen, die handelden in de diverse waren, die nu fournituren worden genoemd, in de nauwe steeg te vinden. |

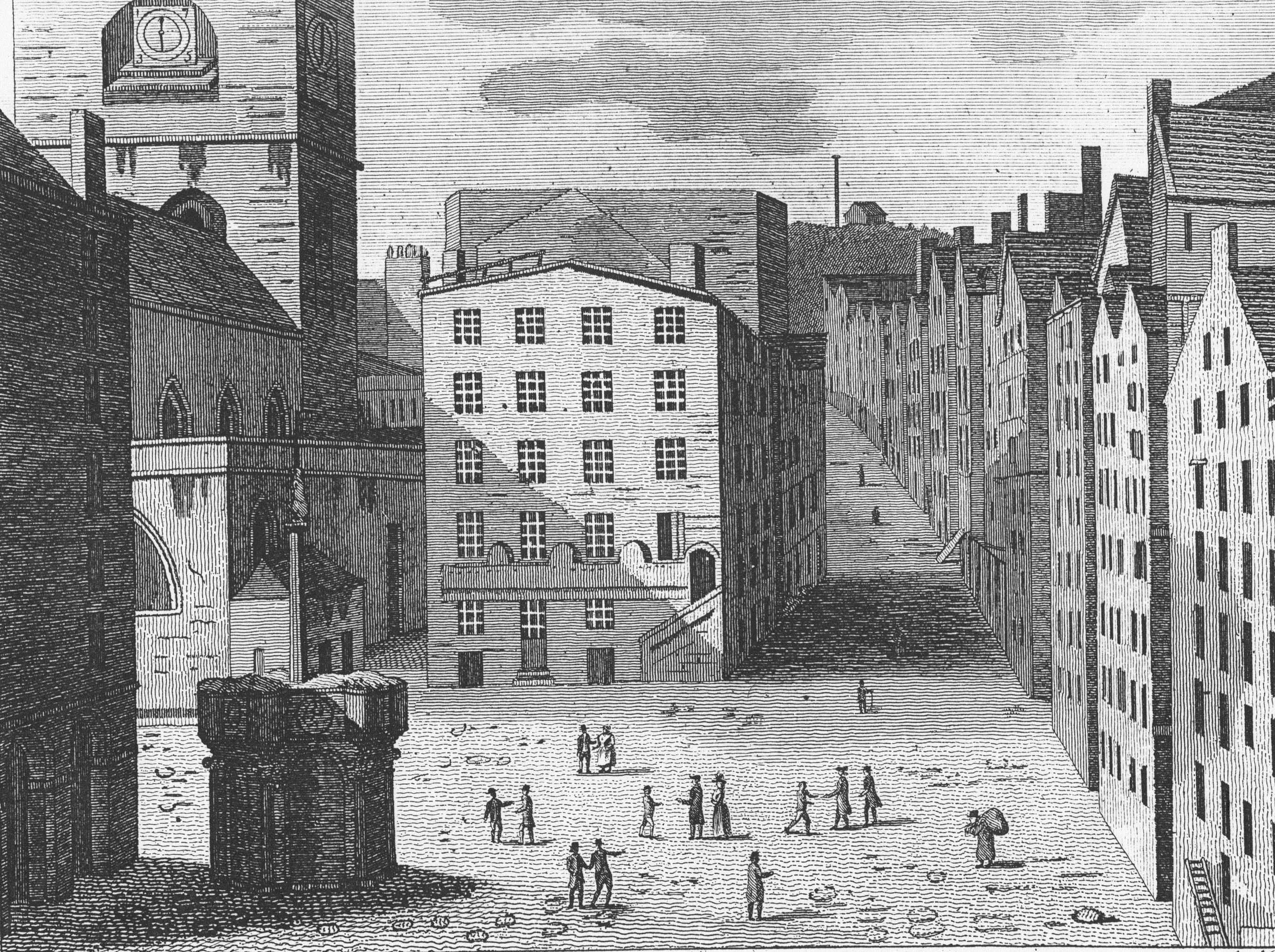
Creech's Land in 1791

Aan de oostkant van het blok, met uitzicht op High Street, was het huurkazerne waar de pruikenmaker en dichter Allan Ramsay zijn winkel had op de eerste verdieping. Het was hier dat hij in 1752 de eerste "circulerende bibliotheek" van Schotland (voor het lenen van boeken) oprichtte, die een favoriete ontmoetingsplaats werd voor de literatoren van die tijd. Patroons waren onder meer de dichter John Gay van The Beggar's Opera  bekendheid tijdens zijn verblijf in de stad en de romanschrijver Tobias Smollett. De uitgever William Creech nam de eenheid eind 18e eeuw over en het stond daarna bekend als "Creech's Land", veel bezocht door Robert Burns. Henry Cockburn herinnerde zich de winkel van Creech als 'de natuurlijke toevlucht van advocaten, auteurs en allerlei literaire leeglopers... Allen die een dichter of een vreemdeling wilden zien, of het openbare nieuws wilden horen, de laatste grap van Erskine, of de gebeurtenissen van gisteren in het parlementsgebouw, of de publicaties van de dag of kranten wilden krijgen - allemaal daar samengekomen, advocaten, artsen, geestelijken en auteurs."
Smollett schreef dat de High Street "ongetwijfeld een van de elegantste straten van Europa zou zijn, als een onooglijk samenraapsel van armoedige gebouwen, de Lucken-Booths genaamd, zich niet, door welk ongeluk ik niet weet, in het midden van de weg had gewurmd, zoals Middle-Row in Holborn".
De Luckenbooths verkleinden de breedte van de hoofdstraat aan de andere kant van het gebouw tot slechts 5 meter, waardoor opstoppingen ontstonden, vooral voor verkeer op wielen. Het blok werd vervolgens in 1817 afgebroken nadat de gemeenteraad, die verlangde naar verbeteringen in de straten van de stad, het als een groot obstakel had beschouwd.
Het gedicht Lament For Ancient Edinburgh van James Ballantine, gepubliceerd in 1856, drukte een nostalgisch gevoel van verlies uit voor de verdwenen Krames.

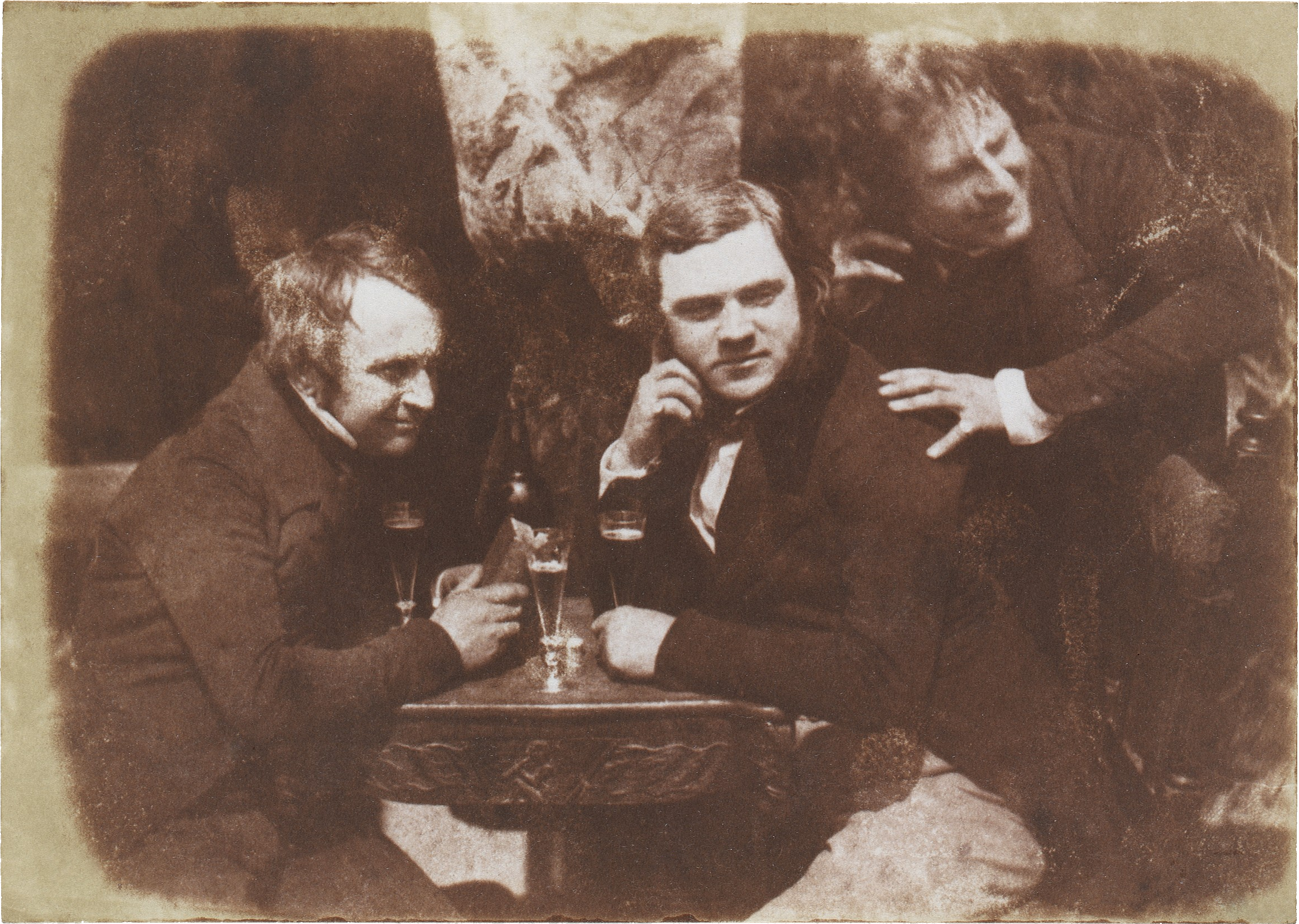
De auteur van het gedicht (links) met Dr. George Bell en David Octavius Hill in de jaren 1840

The ancient Krames whaur weanies tottit [infants tottered]
Whaur a' wee wairdless callants [spendthrift boys] trottit
Though scantly fed, and scrimply coatit [ill-clad]
To spend their a'
On dirlin' [beating] drums or ba's [balls] that stottit
Against the wa' [wall].
Whaur wee lead penny watches glanced,
Whaur wee pig [clay] penny horses pranced,
Whaur crowds o' bairnies [small children] gazed entranced
While timmer tumblers [wooden acrobats] swung an' danced
A' round in rings,
On horse-hair strings.
An' bawbee Dalls [halfpenny dolls] the fashions apit,
Sae rosy cheekit, jimpy shapit [neatly turned out],
An' wee bit lassies gazed an' gapit
Wi' mouth an' ee [eyes],
Till frae their mithers they had scrapit [scrounged]
The prized bawbee.

## Winkels en ander gebruik
- Allan Ramsay had de meest oostelijke eenheid, met daarin zijn circulerende bibliotheek. Dit werd later gekocht door William Creech (die vanaf hier de Edinburgh-editie van Robert Burns' gedichten publiceerde). Het was daarna bekend als Creech's Land tot aan de sloop.
- Peter Williamson (ook bekend als "Indian Peter") runde zijn uitgeverij en exploiteerde de eerste "Penny Post" vanuit dit blok.
- "The Bellhouse" aan het oostelijke uiteinde van de Tolbooth van de stad was de ontmoetingsplaats van verschillende handelsgilden.
- De Tolbooth deed dienst als stadsgevangenis tot 1817, toen het werd vervangen door een nieuwe gevangenis op de Calton Hill.
- Gilmours, een naam die voorkomt op de meest westelijke winkel, slechts twee verdiepingen hoog. Het platte dak van deze winkel diende als platform voor openbare ophangingen buiten de aangrenzende Tolbooth.